# Samuel Poznański

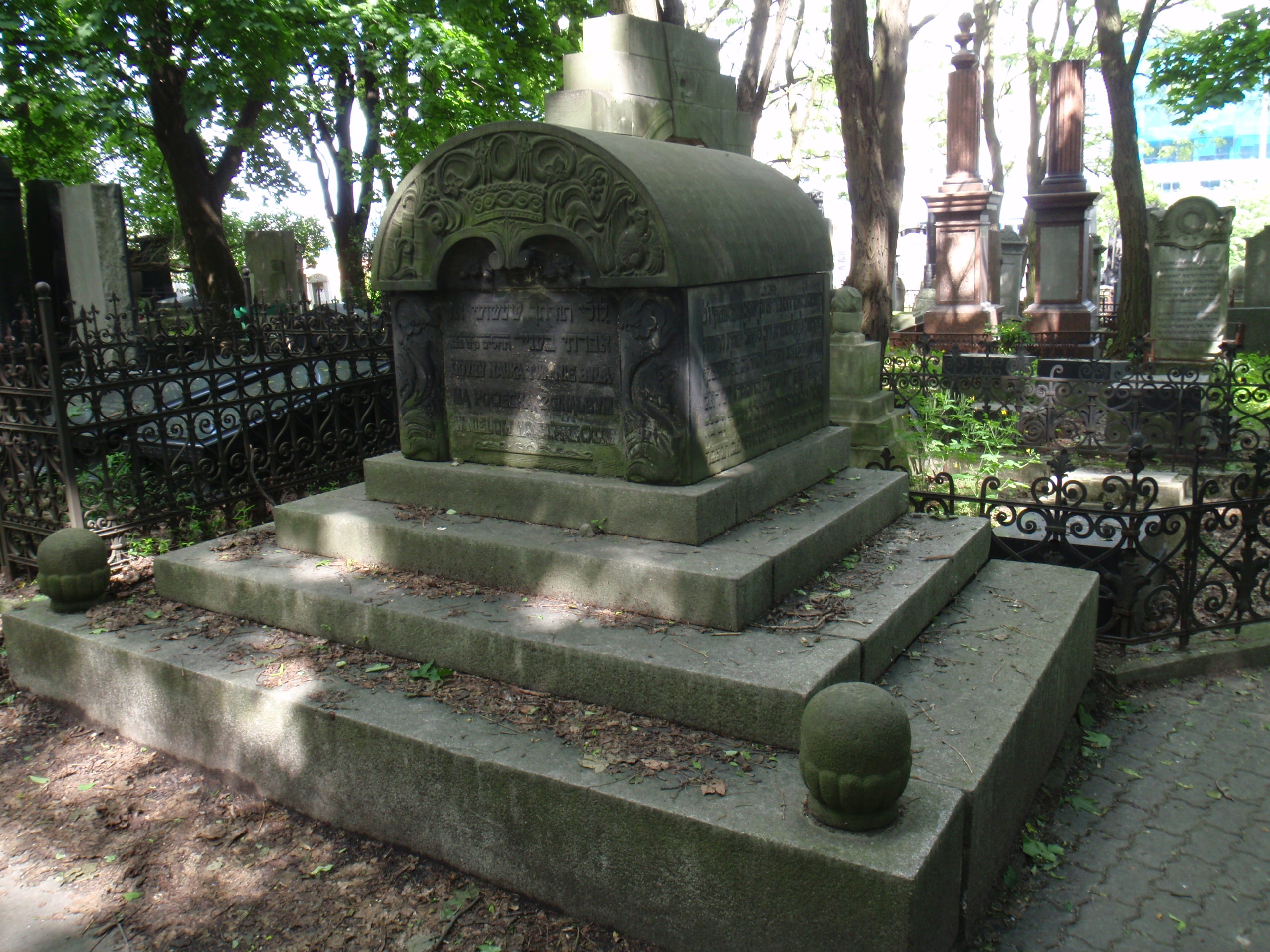
Grób Samuela Poznańskiego na cmentarzu żydowskim w Warszawie

Samuel Abraham Poznański, jid. שמואל אבֿרהם פּאָזנאַנ'סקי (ur. 6 października 1864 w Lubrańcu, zm. 5 grudnia 1921 w Warszawie) – polski rabin z nurtu judaizmu reformowanego, doktor filozofii, uczony, orientalista, historyk, publicysta, znawca historii Karaimów, wczesnośredniowiecznej historii Żydów oraz kalendarza żydowskiego.

## Życiorys
Urodził się w Lubrańcu pod Włocławkiem w tradycyjnej rodzinie żydowskiej. Od 1882 uczęszczał do szkoły realnej Samuela Dicksteina w Warszawie. Po jej ukończeniu studiował na Cesarskim Uniwersytecie Warszawskim. W latach 1890–1896 studiował kolejno judaistykę, orientalistykę i filozofię na uniwersytetach w Berlinie i Heidelbergu, gdzie się doktoryzował. W 1896 na Hochschule für die Wissenschaft des Judenthums w Berlinie uzyskał smichę rabinacką.
Po ich ukończeniu został mianowany na rabina i kaznodzieję Wielkiej Synagogi na Tłomackiem w Warszawie, po śmierci Izaaka Cylkowa i piastował te funkcje aż do śmierci. Od 1904 pracował również jako bibliotekarz działającej przy synagodze Biblioteki Judaistycznej. Był inicjatorem budowy nowego gmachu biblioteki. W 1897 brał udział w I Światowym Kongresie Syjonistycznym w Bazylei.
Podczas I wojny światowej brał udział w komitetach ratunkowych niosących pomoc żydowskim ofiarom i poszkodowanym tej wojny. 16 kwietnia 1917 wygłosił uroczystą, pożegnalną mowę na pogrzebie Ludwika Zamenhofa. Padły prorocze słowa: Przyjdzie chwila, że cała polska ziemia zrozumie, jaką promienną sławę dał ten wielki syn swojej ojczyźnie.... W 1918 wszedł w skład warszawskiej Rady Miejskiej, a w 1920 wraz z Majerem Bałabanem założył szkołę rabinacką Tachkemoni.
W 1921 przedstawiciele społeczności Wielkiej Synagogi wystąpili o mianowanie Poznańskiego naczelnym rabinem Warszawy. Z gwałtownym protestem przeciw tej kandydaturze wystąpili chasydzi, do czego wezwał swych zwolenników cadyk z Góry Kalwarii, Abraham Mordechaj Alter, mimo że akt nominacji nowego rabina zawierał informację o tym, że będzie on pełnił swe funkcje wyłącznie dla osób związanych z judaizmem reformowanym z terenu całego miasta. Pod gmachem Zarządu Gminy Żydowskiej doszło do zajść, a jego biura zostały częściowo zdemolowane.
Samuel Poznański zmarł wkrótce po objęciu stanowiska naczelnego rabina. Jest pochowany na cmentarzu żydowskim przy ulicy Okopowej w Warszawie (kwatera 10, rząd 9). Jego nagrobek jest dziełem Henryka Stifelmana. Jego żoną była pochodząca z Płocka Estera Ludwika Poznańska-Seiden z domu Kirsztein (1877–1932).

## Twórczość
Samuel Poznański opublikował liczne artykuły z zakresu judaistyki i orientalistyki, prace bibliograficzne oraz hasła specjalistyczne w encyklopediach: The Jewish Encyclopedia (1901–1906) czy Еврейская энциклопедия (Jewriejskaja Encikłopedia) (1906–1913).
Opublikował część swoich kazań w języku polskim, m.in. Kazanie z okazji otwarcia obu wyższych uczelni wygłoszone w sobotę rozdziału Wajiszlach 5776 przez Samuela Poznańskiego, wydanego w Warszawie w 1916. Większość prac Poznańskiego pozostało w rękopisach i uległo zniszczeniu podczas II wojny światowej.